# Асоціація польських караїмів
Асоціація польських караїмів (пол. Związek Karaimów Polskich; караїм. Birligi Esaw Karajłarnyn) — організація, що діє з 1997 року в місті Вроцлав, Польща.
Метою асоціації є популяризація караїмської історії та культури й організація караїмських зустрічей та конференцій на різних рівнях.
Діяльність Асоціації польських караїмів фінансово підтримують Міністерство культури та національної спадщини та Міністерство внутрішніх справ та управління Польщі, воєводства в регіоні Нижньої Сілезії, управління міст Варшави, Вроцлава, Гданська.

## Історія створення та діяльність
У 1997 році на установчому засіданні у Варшаві прийнято рішення про створення Асоціації польських караїмів під керівництвом Маріоли Абковича.
1999 року відновлено діяльність щоквартального історико-культурного журналу «Coś» (з 1988 року — «Awazymyz»), що виходив у 1980-х роках. Асоціація польських караїмів взяла на себе роль видавця. Тематичний журнал почав публікувати матеріали адресовані, у першу чергу, караїмському суспільству та усім тим, хто цікавиться караїмською тематикою, мовою та сучасним життям караїмів. Видавництво журналу отримало позитивний відгук та інтерес від караїмів Польщі, Литви, України та Росії. Почала зростати кількість кореспондентів, які бажали поділитися своїми думками, спогадами та досвідом.
2007 року створено науковий журнал Караїмський альманах (пол. Almanach Karaimski), який публікує праці з караїмознавства та інших наукових галузей, які на думку редакторів мають важливе значення. До друку приймаються роботи з історії, мовознавства, культурології, огляди та доповіді мовами конференцій: англійською, німецькою, французькою, а також польською, російською та турецькою мовами.